# Quaqua mammillaris
Quaqua mammillaris (narodni naziv: aroena), biljna vrsta iz porodice zimzelenovki.. Po nekim autorima .

## Opis
Quaqua mammillaris je bezlisni, sočan grm koji se obično grana od baze i oblikuje guste, uspravne grozdove. Ovaj bodljikavi sukulent ima kratke stabljike, na kojima se nalaze otvrdnute kvržice s oštrim, žuto-smeđim vrhovima. Kvržice su nepravilno raspoređene na stabljici, a sok stabljike je bistar. Biljka naraste do 450-600 mm u visinu i 500 mm u širinu. Cvjetovi su dugi 20-27 mm su ljubičasto-crni i pojavljuju se u grozdovima od oko 15 cvjetova koji mogu biti otvoreni istovremeno od ožujka do lipnja. Cvjetovi stvaraju jak, neugodan miris. Cvjetovi se uglavnom nalaze na gornjoj polovici stabljike, ali se mogu pojaviti na bilo kojem dijelu stabljike. Sredina cvijeta je kremasto bijela s ljubičastim pjegama, a unutrašnjost cvijeta prekrivena je dlačicama. Plod se sastoji od para tankih folikula nalik na rogove koji se otvaraju kada sazriju, oslobađajući mnogo sjemenki u obliku kruške. Sjemenke duge 4-6 mm imaju fine dlačice pričvršćene na sebi.

## Status zaštite
Aroena je trenutno navedena kao LC (Least Concern).

## Rasprostranjenost i stanište
Quaqua mammillaris je široko rasprostranjena i nalazi se od planina Klinghardt u Namibiji, preko zimskih kišnih regija Sjevernog i Zapadnog Capea, sve do Oudtshoorna na istoku. Raste u širokom rasponu staništa, od pješčanih područja obalnog Namaqualanda do kamenitih padina ili glinastih tla u Nacionalnom botaničkom vrtu Kirstenboschu. Aroena se obično nalazi ispod drugih biljaka, dok bi veće biljke mogle prerasti biljku domaćina. Postoje dvije različite varijante. U sjevernim dijelovima raspona biljke izgledaju veće s debljim stabljikama od onih koje se nalaze drugdje.

## Ime i povijesni aspekti
Rod Quaqua izveden je iz Khoi riječi Qua-qua koja se koristi za podvrstu unutar ovog roda, a mammillaris je izveden iz latinskog i znači 's grudima' ili 'strukturama nalik na bradavice', što se odnosi na oblik kvržica na stabljika. Quaqua mammillaris bila je među prve četiri stapelije koja su postala poznata znanosti, a prvi ju je sakupio Paul Hermann (1646. – 1695.), koji je posjetio Cape 1672. Trenutno ovaj rod ima 19 vrsta od kojih je aroena najpoznatija vrsta.

## Ekologija
Cvjetovi aroene, kao i drugih tamnocvjetnih stapelija općenito, proizvode neugodan miris kako bi privukli muhe za oprašivanje. Složeni cvjetovi savršeno su prilagođeni za oprašivanje muhom. Miris je jači prema središtu cvijeta, mameći mušice da tamo provode više vremena. Kako muha dobiva više nektara, njezine noge ili proboscis (usni dio) mogu zapeti za vodilicu i mora se povući da se oslobodi, čime bi se mogao izbaciti cijeli polinarij. Muha, bez pouke iz prethodnog susreta, posjećuje sljedeći cvijet, noseći sa sobom pelud. Nakon što je cvijet oplođen, on otpada, a oplođene jajnike prekrivaju čašični listovi. Plod ima sposobnost da ostane u ovom stanju dulje vrijeme prije razvoja ploda, i stoga može čekati odgovarajuće uvjete za oslobađanje sjemena, tijekom nekoliko godina dobre cvatnje. Sjemenke imaju dlakave dodatke koji omogućuju da ih vjetar rasprši. Biljka je bez lišća i fotosintetizira iz zelenih stabljika. Oštre kvržice i ukošena stabljika također ga štite da ne postane hrana životinjama.
Hibridi se rijetko nalaze u prirodi zbog različitog vremena cvatnje. Ili u slučaju Quaqua pruinosa, koja cvjeta više-manje u isto vrijeme kao i ova vrsta, cvjetovi ispuštaju različite mirise kako bi privukli različite vrste muha, tako da ne dolazi do unakrsnog oprašivanja.

## Koristi
Khoi-khoin ili Hotentoti koristie aroenu kroz mnoge generacije i vrijedan dodatak vrtu s divljom hranom. Kvrgasti trnovi se uklanjaju, a stabljike se jedu sirove ili se mogu narezati i dodati u salatu. Dvije duljine od 10 cm dovoljne su za suzbijanje žeđi i gladi na jedan dan. U danu se može pojesti više, ali ga ne smiju jesti trudnice. Također se koristi u varivu od povrća koje Khoi-khoin nazivaju stoof. U modernijim gurmanskim jelima može se ispeći u pećnici i daje zanimljivu teksturu jelu. Konzumiranje aroene također može liječiti peptički ulkus.